# Tororo
tororo（とろろ、1975年（昭和50年）4月4日 - ）は、日本のゲームプロデューサー、作詞家、作曲家、実業家。男性。
山口県防府市出身。RISEより独立したアダルトゲーム制作会社有限会社サーカスの元代表取締役会長として名を馳せる。本名は松村 和俊（まつむら かずとし）。一時期は、ドワンゴの顧問およびドワンゴ プランニング アンド ディベロップメントの取締役も務めていた。現在はサーカスの経営などからは退き、個人のプロデュースをメインにしているという。ブランドとしてはLa'crymaのプロデューサー、ageのマブラヴ総括プロデューサを務めている。本人曰く、現在は思想家であり料理研究家であるという。
ゲーム開発会社fuzzの取締役CROに就任。
マブラヴ統括Pは続投。

## 経歴
山口県防府市の床屋の息子として生まれる。小さい頃からテレビ朝日系テレビ番組『モーニングショー』の人気コーナー『宮尾すすむのああ日本の社長』を見て社長になる事を夢見、商業高校まで進む。また、任天堂「ゲーム&ウオッチ」以来のゲーム好きで、社長になるならゲーム会社の社長と思いゲームの専門学校に進学。卒業後コスモスコンピューターに入社。恋純ほたるによると、この当時からリーダーシップがあって制作チームを仕切っていたとの事。
イラストレーターの秋蕎麦とは保育園の時からの幼なじみである。
1999年（平成11年）に有限会社サーカスを設立し代表取締役社長に就任。「CIRCUS」でいくつかの作品をプロデュースするが、同ブランド以外のプロデュースも手がけるようになったこともあり、2000年代に社長をらまマンに譲り、自身は代表取締役会長に就任した。
2008年（平成20年）10月15日、ai sp@ceサービス開始。
発起人でもあり。企画、プロデュースを担当。
この3D生活空間サービスは日本の仮想空間黎明期における意欲的なサービスであった。
その後2010年（平成22年）9月4日、サーカス公式HP上にて会社の経営運営、後進の育成に専念するため「団長」職からの引退を宣言するも、翌2011年（平成23年）11月15日、サーカス公式HP上にて「団長」職への復帰を発表する。
2013年（平成25年）5月9日、自らTwitterで長らく務めたダ・カーポのプロデューサー職を退いたこと、現・「CIRCUS」とは関わりが無くなってきていることを公言している。以降「キャラダン」等のイベントに従事。
自身がプロデュースしていた桜川ひめこと2015年（平成27年）8月に結婚、2017年（平成29年）2月に女児をもうけたことが同年12月16日に桜川のブログで報告されている。また、1度の離婚歴があり2度目の結婚である。
2017年（平成29年）まではLa'cryma×ひよこソフト / ONE-SHOT / La'cryma（ラクリマ）ブランドのプロデュースをメインとしていた。
2019年（平成30年）からはageのマブラヴ総括プロデューサを務めている。
2023年（令和5年）からはfuzzの取締役を務めている。

## 人物
愛称は団長、tororo団長、断腸、であり、これはCIRCUS ＝ サーカスのトップは団長ということと、常に「断腸の思い」であることにかけている。
マブラヴのプロデュースをするようになってからは船長と言う愛称でも呼ばれることがある。
『何処へ行くの、あの日』から『Gift 〜ギフト〜』にかけて作風を変更したMOONSTONEで、代表の恋純ほたるが作画をMithaに担当させることを独断で決めたとき、周囲の反対の中で唯一Mithaの才能を認めた人物である。

## プロデュース作品
CIRCUSの作品についてはCIRCUS (ブランド)#作品一覧を参照のこと。
プロデュース
- ai sp@ce
- 空を飛ぶ、3つの方法。
- カデンツァ フェルマータ アコルト：フォルテシモ[注 1]

エグゼブティブプロデューサー
- 舞-HiME 運命の系統樹
  - 舞-HiME 運命の系統樹 修羅

製作総指揮
- true tears（木谷高明〈ブロッコリー〉と共同、本名名義）

プロデュース協力
- Gift 〜ギフト〜
- マブラヴ　ディメンションズ

## アニメ
企画
※ 全て本名名義
- D.C. 〜ダ・カーポ〜
- D.C.S.S. 〜ダ・カーポ セカンドシーズン〜
- D.C.if 〜ダ・カーポ イフ〜
- D.C.II 〜ダ・カーポII〜
- D.C.II 〜ダ・カーポII セカンドシーズン〜
- D.C.III 〜ダ・カーポIII
- トゥルーティアーズ
- マブラヴ　オルタネイティヴ

## 楽曲提供

### 作詞・作曲
- Aries（長崎みなみ/rino）
- 明日への贈り物（春野日和/yozuca*）
- 永劫真理のフェルマータ (Zwei)
- Ever After (yozuca*)
- Graduation from yesterday (yozuca*)
- going my way (yozuca*)
- サクラハッピーイノベーション（森園立夏〈新田恵海〉、芳乃シャルル〈宮崎羽衣〉、葛木姫乃〈佐々木未来〉、瑠川さら〈桜咲千依〉、陽ノ下葵〈海保えりか〉）
- サクラ アマネク セカイ (yozuca*)
- サクライロノキセツ (yozuca*)
- サクラキミニエム (yozuca*)
- サクラサクミライコイユメ (yozuca*)
- Sugar light（中山マミ）
- ジュテーム&ガッデーム（橋本みゆき、雪野梨沙、rino）
- Sweet pain（加瀬愛奈）
- Sow（倖月美和/yozuca*）
- ダ・カーポ 〜第2ボタンの誓い〜 (yozuca*)
- ダ・カーポII 〜あさきゆめみし君と〜 (yozuca*)
- ダ・カーポIII 〜キミにささげる あいのマホウ〜 (yozuca*)
- Happy my life 〜Thank you for everything!!〜 (yozuca*)
- Fragment
  - Fragment 〜The heat haze of summer〜 (KAMIN/yozuca*)
  - Fragment 〜Thought to wish to the starlit sky〜（倖月美和/rino）
  - Fragment 〜Luminous Ver〜（橋本みゆき）
  - Fragment 〜Shooting star of the origin〜（茅原実里）
  - Fragment 〜Eternal Infinity〜 (miru)
- RETRY (yozuca*)

### 作詞のみ
- 愛永久 〜Fortune favors the brave〜 (yozuca*)
- 愛の詩（瀬名）
- Eternal Fantasy 〜愛は世界に遍く花のように〜（瀬名）
- 君から始まる軌跡（加瀬愛奈）
- 君とあしたへ (yozuca*)
- 君に続く軌跡（加瀬愛奈）
  - ※華憐との共作
- Small Cherry 〜promised bell〜（中山マミ/rino）
- Tears in snow（佐藤ひろ美）
- ディアノイア (riya/rino)
- Dream 〜The ally of〜 (rino)
- Dream 〜The other side〜（みとせのりこ/yozuca*）
- 夏の終わりに… (yozuca*)
- Forget-me-not 〜想いの彼方へ〜 (miru)
  - ※miruとの共作
- White Season（rino/神田朱未）
- 未来へのMelody (CooRie)
- MELODY 〜メロディ〜（佐藤ひろ美）

## ラジオ出演
- D.C.toEF ラジオ（教えてtororo団長のコーナーのみ）
- tororo団長のあ!!そこが知りたい（HiBiKi Radio Station、2010年4月8日 - パーソナリティ）

## ニコ生
- tororoとひめめの萌研究所